# Cal Frare (Vilobí d'Onyar)
Cal Frare és un edifici del municipi de Vilobí d'Onyar (Selva). De l'edifici original només en resta la façana principal, avui convertida en lateral, que era de dues plantes amb vessants a laterals i cornisa catalana d'una filada de teules. Forma part de l'Inventari del Patrimoni Arquitectònic de Catalunya.

## Descripció
En la construcció primitiva hi havia tres portals, actualment reconvertits en finestres, corresponents als tres habitatges. La porta de l'esquerra és quadrangular amb llinda monolítica, la central és del mateix estil, porta inscrita la data de 1578, que correspon a la part més antiga i la de la dreta és amb impostes i porta la inscripció a la llinda de «1663 MIQUEL FONLLEDOSA». Les finestres del pis superior són totes quadrangulars però també corresponen a èpoques diferents. La central té un motiu ornamental de fulla de roure i la data de 1784 i a la de la dreta es llegeix "MIQUEL FETA PER ANY 1636".
L'element més destacable d'aquesta casa és el rellotge de sol de pedra gravada que porta la inscripció "MIQUEL FOTLLEDOSA ANY 1665", situal a l'angle de la façana principal. L'edifici s'ha ampliat notablement per la part posterior i l'interior ha estat totalment refet en els últims anys i no conserva ni l'estructura ni els elements originals.

## Història
Segons consta en una inscripció sobre la llinda, aquest conjunt va ser construït el 1577. Fou comprat per la família Fotlledosa, la qual va unificar les tres cases de què hi constava. És una de les cases més antigues i importants de l'antic nucli de Sant Dalmai que havia arribat a tenir tres masovers: cal Frare, cal Rei i cal Carter Cec. Cal Frare, cal Sabater i la Rectoria de Sant Dalmai són les úniques cases d'aquesta zona que han sobreviscut al pas del temps, ja que can Mangol, can Barretàs i cal Ferrer Nou ja han desaparegut. L'última reforma de l'interior i de les façanes data de l'any 1998.